# Jerry Martin (kompozytor)
Jerry Martin – kompozytor muzyki jazzowej oraz new age. Autor ścieżek muzycznych do reklam telewizyjnych oraz serii The Sims i SimCity.

## Życiorys
Jerry Martin brał lekcje muzyki oraz grał na gitarze i keyboardzie w różnych zespołach w szkole średniej i college’u. Otrzymał stopień licencjata na studiach muzycznych w California State University w Hayward.

### Gry z jego ścieżką dźwiękową
- The Sims i dodatki
- The Sims Bustin’ Out
- The Sims Online
- The Sims 2
- SimCity 3000
- SimCity 3000 Unlimited
- SimCity 4
- SimCity 4: Godziny szczytu
- SimCopter
- SimTunes
- SimPark
- SimSafari
- SimGolf
- Streets of SimCity
- Supercross 2000
- Tony LaRussa Baseball

### Firmy, które wykorzystały jego kompozycje
- AT&T Communications
- Acer Corporation
- Alamo Car Rental
- Apple Computer
- Avocet
- Buick Dealers Association
- Cost Plus Imports
- Electronic Arts
- Emporium
- GMC Truck Trucks Dealers Association
- Gallo Salame
- Grass Valley Group
- Growing Healthy Inc.
- Hilltop Shopping Center
- Hitachi Data Systems
- Honda Dealers Association
- KTVU Channel 2
- Landor Associates
- Longs Drug Stores
- Lucky Stores
- NBA
- Nationwide Marketing
- Olympic Stain
- Pacific Bell
- Philip Morris
- Primerica
- Project Open Hand
- RSCVA
- Raychem Corporation
- Quantum
- Rolm
- Safeway Eastern Division
- Sierra Pacific Power
- Southern Pacific
- Sun Microsystems
- SYVA
- Suzuki USA
- Toyota
- Toyota USA
- Toyota Dealers Association
- Weinstock's
- Wells Fargo Bank
- Wesson Oil
- Yamaha USA